# Retiens la nuit
Albums de Johnny Hallyday
Viens danser le twist (33 tours 25cm)
(1961) Madison Twist (33 tours 25cm)
(1962)
Singles
1. Wap-dou-wap (tu aimes le Twist), Twistin'U.S.A., Si tu me téléphones, Danse le twist avec moi
Sortie : 25 novembre 1961
2. Retiens la nuit, Sam'di soir, Ya ya twist, La faute au twist
Sortie : 2 février 1962

Retiens la nuit est le cinquième 33 tours 25 cm — le deuxième chez Philips — de Johnny Hallyday ; il sort le 9 février 1962.

## Autour du disque
Références originales :
- édition mono : B 76547 R
- édition stéréo : 840929 BZ

Les singles :
- 25 novembre 1961 :

Super 45 tours Philips 432.724 BE : Wap-dou-wap, tu aimes le Twist, Twistin'U.S.A., Si tu me téléphones, Danse le twist avec moi

Le disque est diffusé sous deux pochettes légèrement différentes.
- 2 février 1962 :

Super 45 tours Philips 432.739 BE : Retiens la nuit, Sam'di soir, Ya ya twist, La faute au twist

Le disque est diffusé sous quatre pochettes légèrement différentes.

## Titres
| 1. | Retiens la nuit (A)                                 | Charles Aznavour                          | Georges Garvarentz                                            | 2:57 |
| 2. | Sam'di soir (A)                                     | Charles Aznavour                          | Georges Garvarentz                                            | 3:05 |
| 3. | Wap-dou-wap, tu aimes le Twist (A)                  | Jil et Jan                                | Johnny Hallyday                                               | 2:15 |
| 4. | Si tu me téléphones (A)                             | Clément Nicolas                           | Georges Garvarentz                                            | 2:45 |
| 5. | Ya Ya Twist (B) (Ya Ya)                             | Lucien Morisse, Georges Aber (adaptation) | Lee Dorsey, Clarence Lewis, Morgan Robinson, Morris Levy (en) | 2:28 |
| 6. | La faute au Twist (B)                               | Jil et Jan                                | Johnny Hallyday                                               | 1:54 |
| 7. | Twistin'U.S.A. (A) (Twistin'U.S.A.)                 | Guy Bertret, Roger Desbois (adaptation)   | Kal Man                                                       | 2:27 |
| 8. | Danse le Twist avec moi (A) (Dance The Mess Around) | Jean Dambrois (adaptation)                | Kal Mann, David Appel                                         | 2:21 |

## Musiciens
Studio Philips-Blanqui, Paris, novembre 1961 (A) :
- Lee Hallyday : réalisation

Les Golden Strings (orchestre de Johnny Hallyday)
- Jean-Pierre Martin : guitare
- Claude Horn : guitare solo
- Antonio Rubio : basse
- Louis Belloni : batterie
- Marc Hemmler : piano
- Jean Toscan : saxophone

Studio Philips-Blanqui, Paris, janvier 1962 (B) :
- Lee Hallyday : réalisation
- Jean Claudric et son orchestre

## Classements hebdomadaires
| Classement (2003) | Meilleure position |
| ----------------- | ------------------ |
| France (SNEP)     | 39                 |